# Gastone Baldi
Gastone Baldi (Bologna, 14 maggio 1901 – Bologna, 18 giugno 1971) è stato un calciatore e allenatore di calcio italiano, di ruolo centromediano.

## Carriera

### Giocatore

#### Club
Viene considerato una "bandiera" del Bologna, per la sua lunga militanza nelle file della squadra. Era soprannominato "il centromediano in frac" per lo stile e l'eleganza con cui giocava.

Baldi, in maglia scura, alle prese con Luciano Vezzani, al Campo Torino di Corso Filadelfia.

Vestì solo i colori rossoblu del Bologna - con cui cominciò la carriera giovanissimo, allievo nei "Boys" di Angelo Badini. Mediocre e inadatto a giocare come terzino, il ruolo che ricoprì agli esordi nel Bologna, fu convertito come centromediano da Hermann Felsner, l'allenatore austriaco che rivoluzionò la storia del Bologna, anch'esso esordiente alla guida dei rossoblu. Baldi, nel ruolo di centromediano metodista, era perfetto: molto alto e longilineo, comandava la difesa e impostava il gioco della squadra, grazie alla sua tecnica raffinata. Fu a lungo anche rigorista e specialista nei calci di punizione, gesto tecnico in cui eccelleva. L'emozione che lo attanagliava con la maglia della Nazionale italiana, svaniva completamente quando indossava la maglia rossoblu nella antica Coppa dell'Europa Centrale, manifestazione nella quale fu grande protagonista: neutralizzò Raymond Braine, temibile cannoniere belga dello Sparta Praga, e Fritz Gschweidl, attaccante del First Vienna e del Wunderteam austriaco.

#### Nazionale
Vanta 3 presenze con la Nazionale italiana: debuttò il 3 dicembre 1922 proprio a Bologna, nell'amichevole contro la Svizzera giocata al vecchio motovelodromo, terminata 2-2. Successivamente prese parte alla gara vinta per 2-0 a Parigi contro il Lussemburgo il 29 maggio 1924, valida per gli ottavi di finale della VIII Olimpiade, e alla sconfitta per 2-1 a Milano contro l'Ungheria del 18 gennaio 1925. In tutte e tre le occasioni l'emozione ebbe la meglio sulle qualità tecniche di Baldi, che offrì prestazioni modeste tanto da non essere più convocato successivamente per i colori azzurri.

### Allenatore
Al termine della carriera da calciatore rimase nel Bologna come allenatore delle giovanili, che portò alla vittoria in due edizioni del trofeo "Walter Bensemann", nel 1937 a Ginevra e nel 1938 a Strasburgo.
È sepolto alla Certosa di Bologna.

## Statistiche

### Cronologia presenze e reti in Nazionale
| Cronologia completa delle presenze e delle reti in nazionale ― Italia | Cronologia completa delle presenze e delle reti in nazionale ― Italia | Cronologia completa delle presenze e delle reti in nazionale ― Italia | Cronologia completa delle presenze e delle reti in nazionale ― Italia | Cronologia completa delle presenze e delle reti in nazionale ― Italia | Cronologia completa delle presenze e delle reti in nazionale ― Italia | Cronologia completa delle presenze e delle reti in nazionale ― Italia | Cronologia completa delle presenze e delle reti in nazionale ― Italia |
| Data                                                                  | Città                                                                 | In casa                                                               | Risultato                                                             | Ospiti                                                                | Competizione                                                          | Reti                                                                  | Note                                                                  |
| --------------------------------------------------------------------- | --------------------------------------------------------------------- | --------------------------------------------------------------------- | --------------------------------------------------------------------- | --------------------------------------------------------------------- | --------------------------------------------------------------------- | --------------------------------------------------------------------- | --------------------------------------------------------------------- |
| 03/12/1922                                                            | Bologna                                                               | Italia                                                                | 2 – 2                                                                 | Svizzera                                                              | Amichevole                                                            | -                                                                     |                                                                       |
| 29/05/1924                                                            | Parigi                                                                | Lussemburgo                                                           | 0 – 2                                                                 | Italia                                                                | Olimpiadi 1924                                                        | -                                                                     |                                                                       |
| 18/01/1925                                                            | Milano                                                                | Italia                                                                | 1 – 2                                                                 | Ungheria                                                              | Amichevole                                                            | -                                                                     |                                                                       |
| Totale                                                                |                                                                       | Presenze                                                              | 3                                                                     |                                                                       | Reti                                                                  | 0                                                                     |                                                                       |

## Palmarès

### Giocatore

#### Competizioni nazionali
- Campionato italiano: 2

Bologna: 1924-1925, 1928-1929

#### Competizioni internazionali
- Coppa dell'Europa Centrale: 1

Bologna: 1932